# Силасесквіазани
Силасесквіазани (рос. силасесквиазаны, англ. silasesquiazanes) — хімічні сполуки, в яких кожен атом силіцію з'єднаний з трьома атомами N, а кожен атом N приєднаний до двох атомів силіцію, отже, вони містять SiH і NH одиниці, маючи загальну формулу (SiH)2n(NH)3n. Сюди звичайно включають гідрокарбільні похідні.